# Sierra de la Umbría
La Sierra de la Umbría, también conocida como Sierra de la Solana, es una formación montañosa española, situada dentro de la Cordillera Prebética, en la provincia de Alicante. La sierra tiene una longitud aproximada de 8 km. y está encuadrada en disposición Noreste-Suroeste. Se encuentra repartida entre los municipios de Elda, Salinas y Monóvar. La mayor altura es el pico "Alt de les Pedreres" (en Monóvar) con 920 m s. n. m.
La composición del suelo es principalmente de roca caliza, que en muchas zonas está cubierta por arcillas, yesos y afloramientos salinos. La ladera oriental de la sierra está cortada por numerosos y accidentados barrancos que le dan una peculiar panorámica, que es la que le da el sobrenombre de Barrancadas. La ladera occidental, más de formas más suaves, desciende hacia una cuenca llena por agua que forma la Laguna de Salinas. Desde esta sierra nacen algunas de las ramblas que desaguan en el Vinalopó a la altura de Elda, como la Rambla de la Melva (en Elda), la del Derramador (en Monóvar) o la del Gobernador (en Salinas).

## Fauna y Flora
Es una de las zonas más verdes y húmedas del municipio de Monóvar. En la vegetación arbórea suele predominar el pino carrasco, acompañado de algunos ejemplares de encina, coscoja o madroño, entre otros. A nivel arbustivo, se encuentran infinidad de especies típicas de los ecosistemas mediterráneos: romero, tomillo, lentisco, enebro, espino negro, jara, brezo, aladierno y otras muchas variedades, entre aromáticas, y algunas otras endémicas en peligro.
En cuanto a la fauna, se suelen encontrar pequeños mamíferos como el conejo, la ardilla, la comadreja o incluso especies de mayor tamaño como el zorro y el jabalí. Es muy común la presencia de aves como la perdiz y de algunas rapaces como el águila perdicera, el halcón, el búho, la lechuza o variedades de cuervo.
- Datos: Q18419587